# Hello Kitty (bài hát của Avril Lavigne)
"Hello Kitty" là một bài hát của ca sĩ kiêm nhạc sĩ người Canada Avril Lavigne, trích từ album phòng thu thứ năm mang chính tên cô (2013). Nó được viết bởi Lavigne, Chad Kroeger, David Hodges và Martin Johnson trong khi phần sản xuất được xử lý bởi Kroeger và Hodges, cùng với sự tham gia sản xuất của Brandon Paddock và Kyle Moorman. Về âm nhạc, "Hello Kitty" là một bản technopop, kết hợp những yếu tố của nhạc dubstep. Lời bài hát nói về nỗi ám ảnh của nữ ca sĩ đối với mọi thứ liên quan đến nhân vật Hello Kitty. Bài hát được phát hành dưới dạng đĩa đơn vào ngày 23 tháng 5 năm 2014, nhưng chỉ phát hành tại Nhật Bản, bởi Sony Music Entertainment Nhật Bản.
"Hello Kitty" đã nhận được những đánh giá chủ yếu là không tích cực từ các nhà phê bình âm nhạc, những người chỉ trích phần nhạc của nó và gọi nó là "nhạt nhẽo", trong khi một bộ phận khác cho rằng nó khá độc đáo và vui tươi. Lavigne đã phát hành một video ca nhạc cho bài hát này tại Nhật Bản và được phát hành vào ngày 21 tháng 4 năm 2014. Nó đã nhận được những đánh giá tiêu cực từ giới phê bình, khi tạp chí Billboard gọi nó là "đáng ghê tởm" và "lười biếng". Những mô tả trong video về văn hóa Nhật Bản đã bị cáo buộc là phân biệt chủng tộc, tuy nhiên Lavigne phủ nhận những cáo buộc này. Do sự phổ biến của video, bài hát đã đạt vị trí thứ 75 trên bảng xếp hạng Billboard Hot 100, trở thành ca khúc có thứ hạng cao thứ hai trong album.

## Xếp hạng
| Bảng xếp hạng (2013-2014)                        | Vị trí cao nhất |
| ------------------------------------------------ | --------------- |
| Japan Hot Top Airplay (Billboard)                | 82              |
| South Korea (Gaon International Downloads Chart) | 84              |
| Hoa Kỳ Billboard Hot 100                         | 75              |